# キカカキョ
キカカキョは小野口真央による写真集。

## 歴史
2014年の原宿アートイベントのキュレーターを務めることになった総合カルチャー誌ニニフニの編集者の三次竜平が、小野口真央に声をかけ、プロトタイプとなる写真集を制作(この時にZINEレーベル「3時0時」を立ち上げる)。こちらはプティパ-petit pas!-の篠崎こころの表紙で、同イベントで即日完売。
その後改めて制作した写真集を2014年7月20日に発売。

## モデルサイド
- 蒼波純(ミスiD2014グランプリ)
- 白波多カミン(シンガーソングライター)
- MIN(杏窪彌アンアミン)
- もんぺ
- そうかおり(ミスiD2014ファイナリスト)
- 星咲優菜(セクシー女優)
- レイチェル(ミスiD2014)

## アイドルサイド
- 楠みゆう(Sweet☆Pastel/ex佐々木みゆう)
- ゆゆ
- 真山朔(ミスiD2014山崎まどか賞)
- 呑みドル愛子
- 篠崎こころ(プティパ-petit pas!-)
- ぱいぱいでか美(ミュージシャン)
- もずく